# Das Tar-Aiym Krang
Das Tar-Aiym Krang (1972) ist ein Science-Fiction-Roman des amerikanischen Schriftstellers Alan Dean Foster. Es ist der erste Roman in Fosters Humanx Commonwealth Universe. Das Buch ist chronologisch gesehen das zweite Buch der Geschichten mit Pip und Flinx. Es wurde 1979 ins Deutsche übersetzt von Heinz Nagel.
Die Geschichte folgt Flinx, einem Dieb und Waisenkind, der einer Leiche eine Sternkarte stiehlt, die zu einem seltsamen außerirdischen Artefakt auf einer verlassenen Welt führt. Dieses einfache, zufällige Abenteuer ist der Beginn von Flinx' Suche nach der Identität seiner Eltern und der Quelle seiner seltsamen geistigen Fähigkeiten.